# Železniční trať Rijeka–Pivka

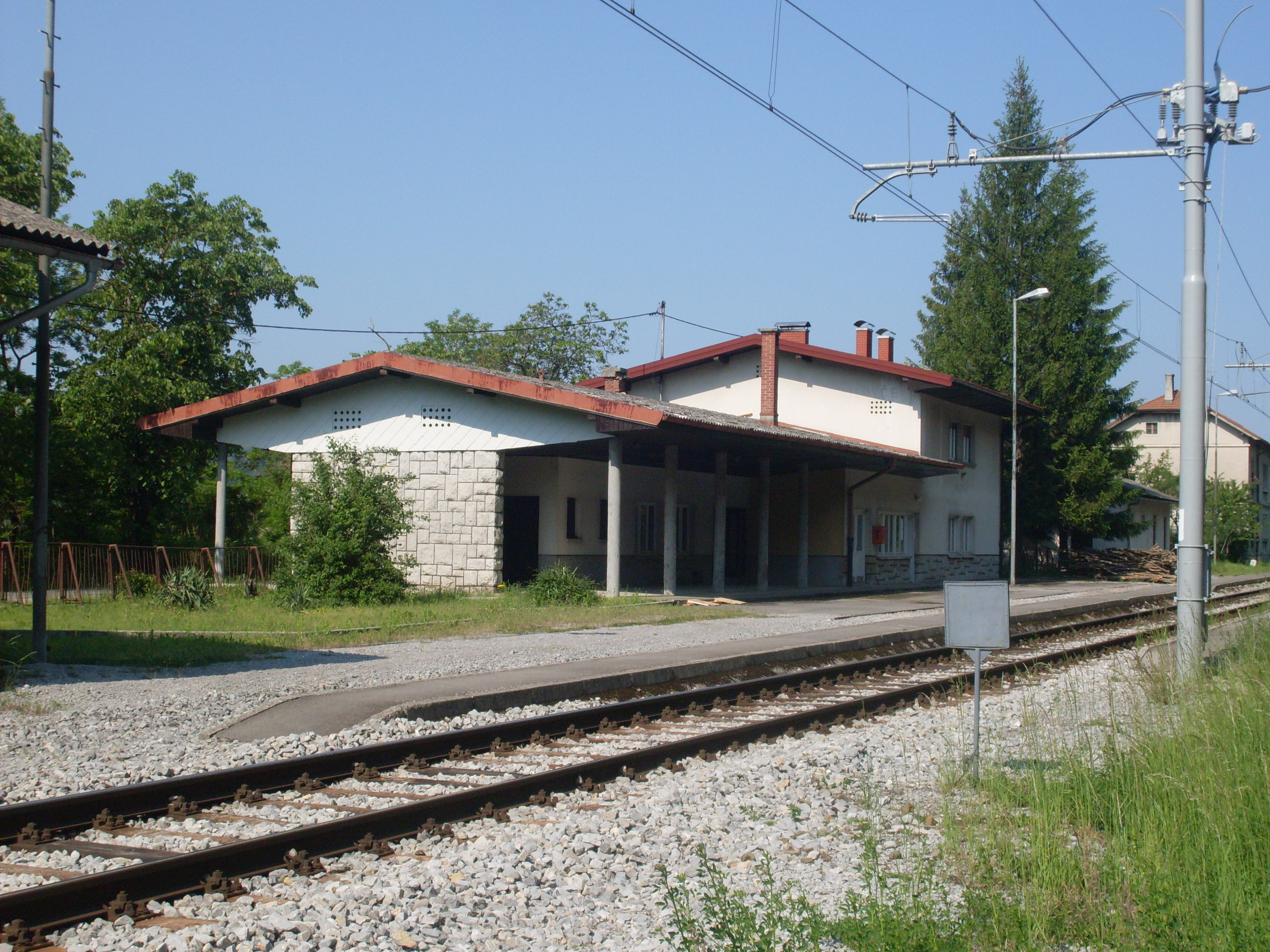
Zastávka Kilovče.

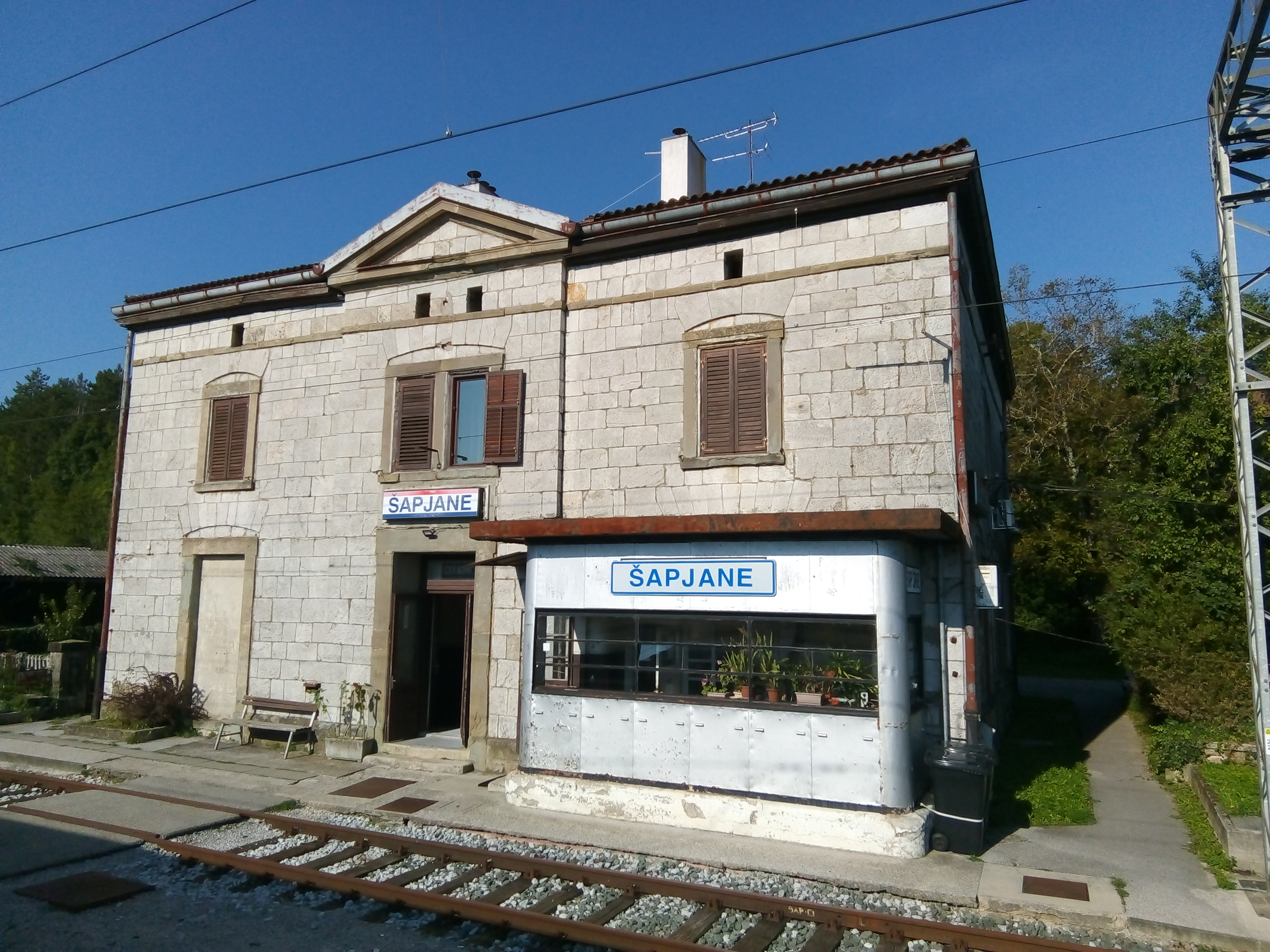
Stanice Šapjane

Železniční trať Rijeka–Pivka (chorvatsky Željeznička pruga Rijeka–Pivka, slovinsky Železniška proga Reka–Pivka) se nachází v západním Chorvatsku a jihovýchodním Slovinsku. Spojuje obě dvě země. Jednokolejná trať je dlouhá 55,4 km.

## Trasa
Trať je vedena severo-jižním směrem z města Pivka krasovou krajinou ve Slovinsku až do chorvatského přístavu Rijeka. Ve své severní části prochází údolím řeky Reka až do města Ilirska Bistrica. Poté směřuje na jih, u stanice Šapjane překonává v tunelu chorvatsko-slovinskou hranici v nadmořské výšce okolo 500 m n. m. V rovinaté zalesněné krajině směřuje až do města Rukavac, poté se přibližuje Kvarnerskému zálivu a v předměstských částech Rijeky postupně klesá k hladině moře. Po nějakou dobu je vedena rovnoběžně s dálnicí A7. V Rijece směřuje především do areálu místního přístavu.

## Historie
V roce 1869 odsouhlasil rakousko-uherský stát financování výstavby tratě a brzy poté byly zahájeny stavební práce. Vzhledem k tomu, že trať překonávala vnitřní hranici mezi Předlitavskem a Zalitavskem, byla její realizace prováděna odděleně jak na území Rakouska, tak i Uherska. Trať postavila společnost Jižní dráhy (německy Südbahn-Gesellschaft) Trať byla dána do provozu v roce 1873. Výstavba trati byla poměrně náročná; bylo nezbytné prorazit celkem tři tunely a překonat několikasetmetrové stoupání. 
Trať umožnila rozvoj rijeckého přístavu, neboť umožnila dopravu zboží z největšího uherského přístavu do Vídně a napojení na Jižní dráhu. Zprovozněna byla čtyři měsíce před dokončením trati do Záhřebu. Pro město Opatija umožnila rozvoj turistiky.
Po roce 1918 byla trať předána pod správu italských drah. V roce 1936 Itálie trať elektrizovala. Během druhé světové války byla cílem útoků partyzánů.[zdroj?] V dobách existence socialistické Jugoslávie byla spravována z drážního ředitelství v Lublani, po osamostatnění Chorvatska byla část od nové státní hranice předána do správy chorvatských drah (dnes HŽ Infrastruktura).

## Stanice
- Pivka
- Narin
- Kilovče
- Ilirska Bistrica
- Šapjane
- Jurdani
- Rošići
- Rukavac
- Opatija–Matulji
- Krnjevo
- Rijeka